# Ramot, Golan Heights
Ramot (tiếng Hebrew: רָמוֹת, lit. "Cao nguyên") là một khu định cư của người Israel được tổ chức dưới dạng moshav, gần bờ biển phía đông của Biển Galilee ở phía tây Cao nguyên Golan. Được đặt tên là "Ramot" vì nó nằm trên hai ngọn đồi, khu định cư này thuộc thẩm quyền của Hội đồng Khu vực Golan.
Cộng đồng quốc tế coi các khu định cư của Israel ở Cao nguyên Golan là bất hợp pháp theo luật pháp quốc tế, nhưng chính phủ Israel phản đối điều này.

## Vị trí địa lý
Cộng đồng này nằm trên một ngọn đồi nhỏ, là bậc thấp nhất trên sườn dốc đổ từ Cao nguyên Golan xuống Biển hồ Galilee, thấp hơn mực nước biển khoảng 10 mét (33 ft) so với Biển hồ Galilee và thấp hơn mực nước biển khoảng 210 mét (690 ft). Cộng đồng này cách Biển hồ Galilee 2 kilômét (1,2 mi) về phía đông và cách Ein Gev 7 kilômét (4,3 mi) về phía bắc.

## Lịch sử
Moshav được thành lập vào năm 1969, khi khu vực Golan còn là một phần của Chính quyền Quân sự Israel. 
Năm 1981, khu vực Golan bị Israel đơn phương sáp nhập, áp dụng luật dân sự của Israel lên khu vực này. Những người sáng lập ban đầu sống trong những ngôi nhà tại ngôi làng bị bỏ hoang Skoufiya, và hai năm sau đó họ định cư tại những "ngôi nhà tam giác" tạm thời ở nơi hiện là làng giải trí Ramot. 
Năm 1973, họ tái định cư tại địa điểm hiện tại của moshav. Moshav là một thành viên của Phong trào Moshavim.

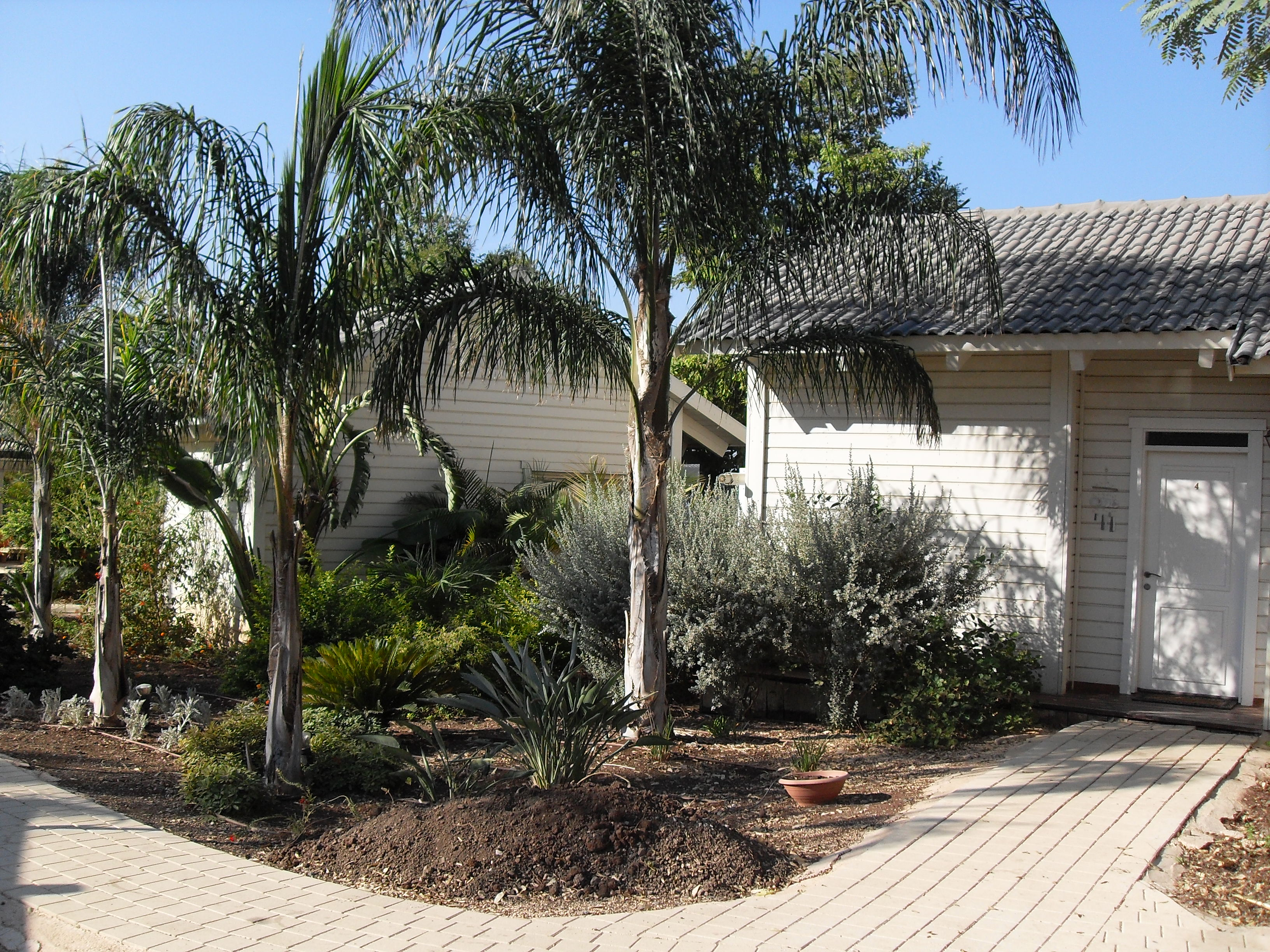
Những ngôi nhà khách

## Dân số
Tính đến năm 2012, moshav có 478 cư dân

## Nền kinh tế
Nền kinh tế của cộng đồng dựa trên nền nông nghiệp được tưới tiêu (chuối, xoài, vải thiều, cây cọ, ổi và bơ, và hoa), chăn nuôi gia cầm, chăn nuôi gia súc để lấy thịt và sữa, và nuôi cừu.

### Du lịch
Ramot là một điểm đến nghỉ dưỡng nổi tiếng. Trong số các tiện nghi du lịch của moshav còn có một khách sạn nghỉ dưỡng, nhà khách, và một trang trại ngựa.